# Mkhokheli Dube
Mkhokheli Dube, detto Kheli (Bulawayo, 6 agosto 1983), è un ex calciatore zimbabwese, di ruolo attaccante.

## Palmarès

### Club
- USL Premier Development League: 1

Michigan Bucks: 2006
- SuperLiga nordamericana: 1

New England Revolution: 2008